# Laguna La Brava
Laguna La Brava är en sjö i Argentina.   Den ligger i provinsen Buenos Aires, i den sydöstra delen av landet, 400 km söder om huvudstaden Buenos Aires. Laguna La Brava ligger 69 meter över havet. Arean är 500 kvadratkilometer. Den sträcker sig 3,3 kilometer i nord-sydlig riktning, och 1,6 kilometer i öst-västlig riktning.
Trakten runt Laguna La Brava består till största delen av jordbruksmark. Runt Laguna La Brava är det tätbefolkat, med 411 invånare per kvadratkilometer.